# Акасио
Акасио Кордейру Баррету (порт. Acácio Cordeiro Barreto; род. 20 января 1959, Кампус-дус-Гойтаказис, штат Рио-де-Жанейро), более известный как Акасио (порт. Acácio) — бразильский футболист, выступавший на позиции вратаря.

## Биография
Акасио провёл большую часть своей футбольной карьеры, защищая ворота бразильского клуба «Васко да Гама». В 1988 году он в течение 879 минут сохранял свои ворота в неприкосновенности.
Акасио попал в состав сборной Бразилии на чемпионате мира 1990 года. Однако из 4 матчей Бразилии на турнире Акасио не появился на поле ни в одном из них, будучи резервным голкипером.

## Достижения
Васко да Гама
- Чемпион Бразилии (1): 1989
- Чемпион штата Рио-де-Жанейро (3): 1982, 1987, 1988
- Кубок Гуанабара (3): 1986, 1987, 1990

Сборная Бразилии
- Победитель Кубка Америки (1): 1989